# Sergej Lomanov
Sergej Ivanovitj Lomanov (ryska: Сергей Иванович Ломанов), född 22 maj 1957 i Krasnojarsk, är en rysk bandytränare, tidigare spelare. Han anses ofta som världshistoriens bäste bandyspelare. Lomanov har gjort överlägset flest mål i det sovjetiska landslaget, 183 stycken. Han är far till Sergej Lomanov Jr. Han blev säsongen 1989/1990, då han gick till svenska IK Sirius, en av de första bandyspelarna från det dåvarande Sovjetunionen att spela i Sverige. Den första var Andrej Pasjkin som säsongen innan kom till IFK Vänersborg.

## Meriter

### Som spelare
- Världsmästerskap:
  - Guld (5): 1977, 1979, 1985, 1989, 1991.
  - Silver (2): 1981, 1983.
  - Brons (1): 1987.
- Sovjetiska mästerskap:
  - Guld (10): 1980, 1981, 1982, 1983, 1984, 1985, 1986, 1987, 1988, 1989.
  - Brons (1): 1978.
- Sovjetiska cupen :
  - Vinst (1): 1984.
- Europacupen :
  - Vinst (5): 1980, 1983, 1986, 1987, 1988.

### Som tränare/coach
- Världsmästerskap :
  - Guld (1): 2007.
- Ryska mästerskapen :
  - Guld (1): 2001

## Klubbar
- 1973/1989: HK Jenisej Krasnojarsk, Sovjetunionen
- 1989/1995: IK Sirius, Sverige
- 1995/1996: HK Jenisej Krasnojarsk, Ryssland